# Parque nacional de Baluran
El Parque nacional de Baluran es un parque nacional indonesio que se encuentra en la Regencia de Situbondo, Java Oriental. Tiene un clima relativamente seco y está formado principalmente por sabana (40%), así como bosques de llanura, manglares y colinas, con el monte Baluran (1.247 m) como su punto más alto.
Se encuentra en el extremo noreste de la isla de Java, cerca de las islas de Bali y Madura. El parque limita con el estrecho de Madura al norte, el estrecho de Bali al este, el río Bajulmati (pueblo Wonorejo) al oeste y el río Klokoran (pueblo Sumberanyar) al sur. El parque tiene la forma aproximada de un círculo, con el Baluran, un volcán extinguido, en el centro. Su superficie total es de 25.000 ha. Tiene cinco zonas: la zona principal (12.000 ha), la zona de jungla (5.537 ha, que comprende 1.063 ha de agua y 4.574 ha de tierra), la zona de utilización intensiva (800 ha), la zona de utilización específica (5.780 ha) y la zona de rehabilitación (783 ha).

## Flora y fauna

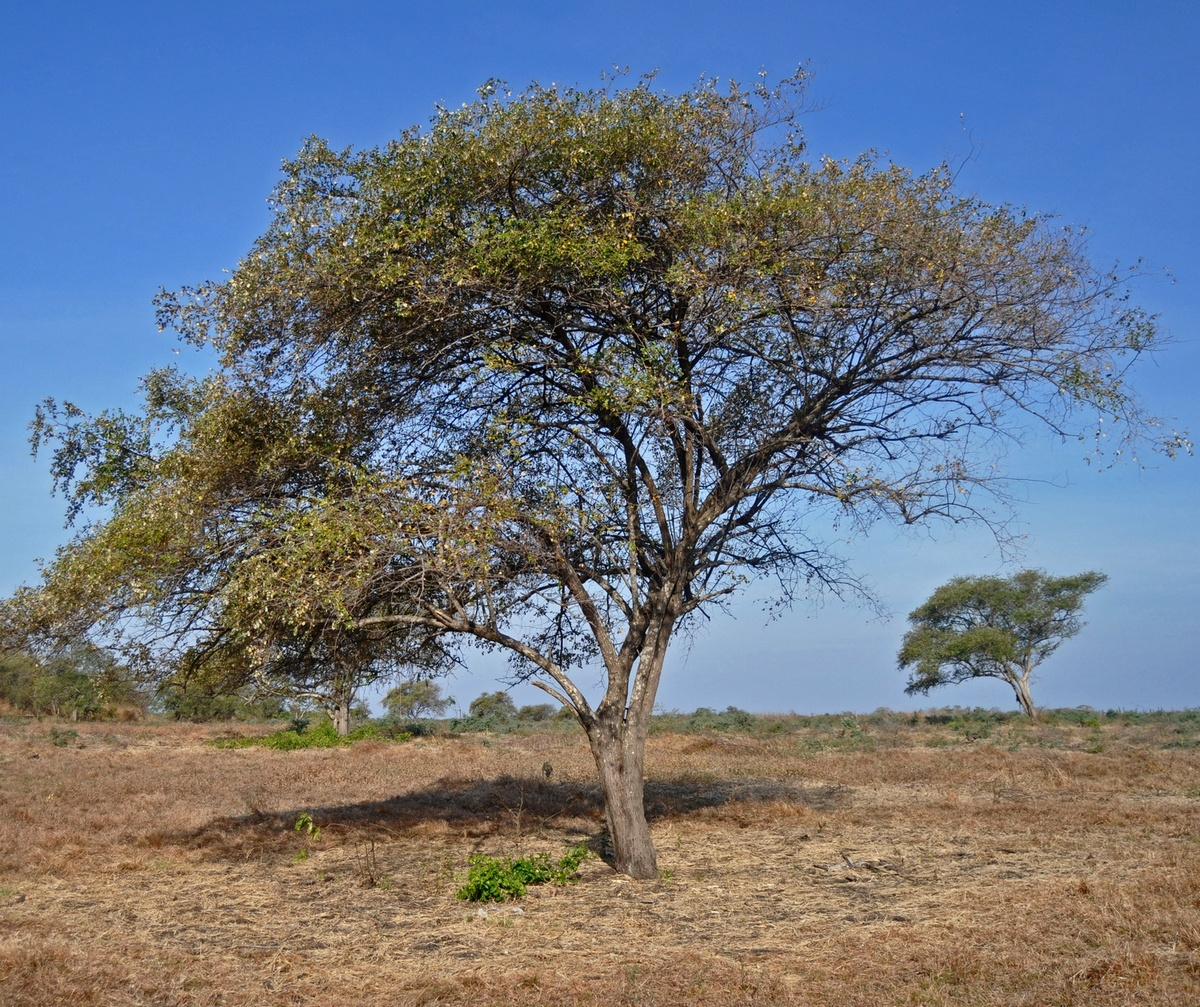
Árboles Ziziphus mauritiana en el parque.

Se han documentado 444 especies de plantas en el parque, incluyendo algunas especies en peligro de extinción, como: Ziziphus rotundifolia, Tamarindus indica, Dioscorea hispida, Aleurites moluccanus y Corypha utan.
El parque alberga 26 especies de mamíferos incluyendo especies en peligro como el banteng, cuón, muntíaco de la India, ciervo ratón de Java, gato pescador, leopardo y lutung de Java.
La población de bantengs ha decrecido de 338 en 1996 a solo en 2012.
Especies de aves en el parque incluyen pavo real cuelliverde, gallo bankiva, cálao coronado, cálao rinoceronte y marabú menor. Hasta 2010 hubo 155 especies de aves documentadas en el parque, pero tras una competición de fotografía ornitológica en 2012, el número de especies se revisó a 196.

## Conservación y amenazas

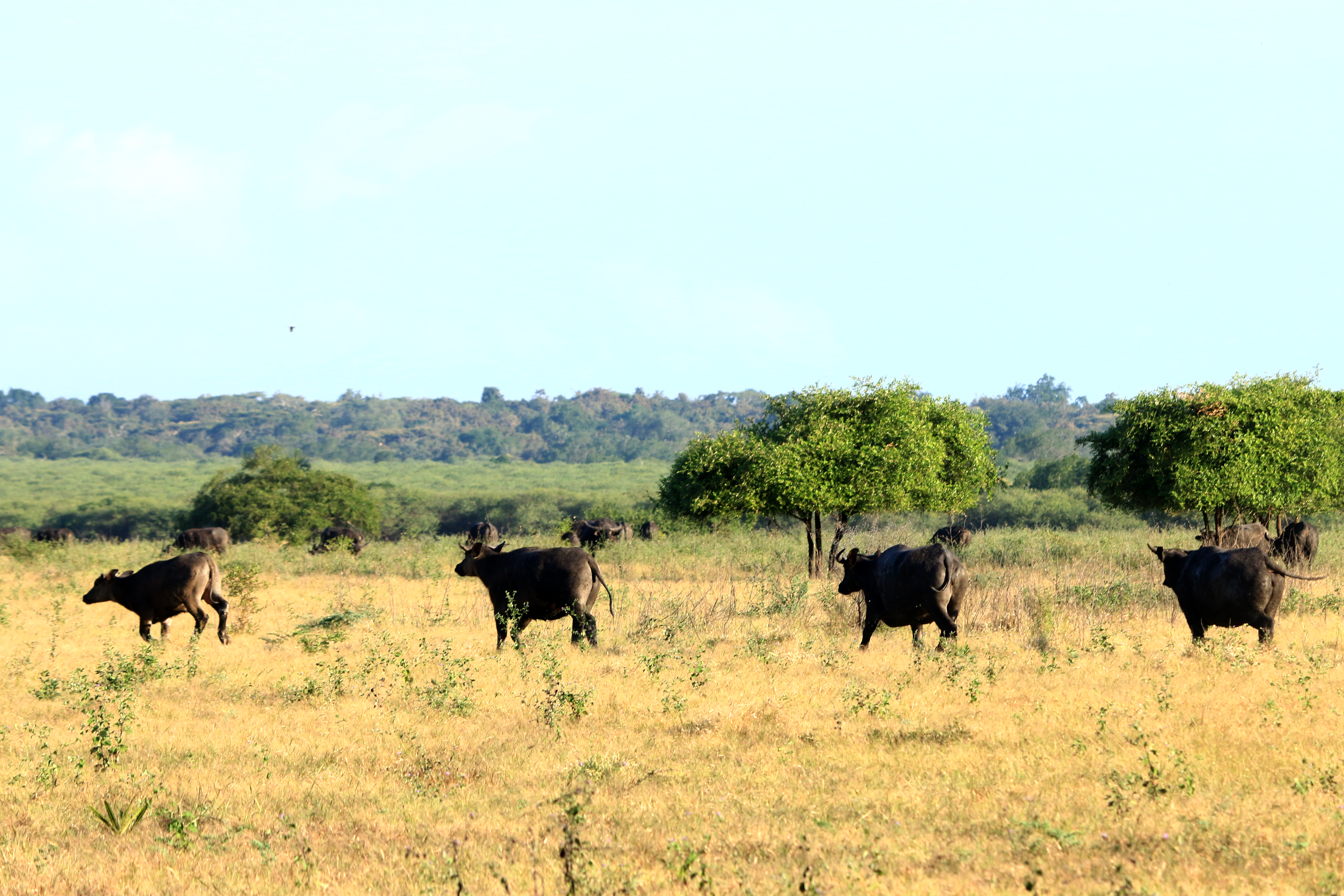
Especies de animales salvajes del parque.

Ka zona ha estado protegida desde 1928, primero por el cazador neerlandés A. H. Loedeboer. En 1937 fue declarado un refugio de vida salvaje por el gobierno colonial neerlandés. En 1980 fue declarado parque nacional.
La caza furtiva es una gran amenaza a la vida salvaje del parque, especialmente en lo que se refiere a la decreciente población de bantengs. Según ProFauna Indonesia, no solo los nativos de la zona sino también los militares se han visto implicados en el furtivismo.
La Acacia nilotica ha ocupado al menos seis mil hectáreas de la sabana en el parque nacional de Baluran y ha hecho que el banteng haya tenido dificultad para encontrar su comida. En 2013, solo quedaban 35 bantengs, mientras que en 1996 había todavía 320.